# 雷·考德威爾
雷蒙·班傑明·考德威爾（英語：Raymond Benjamin Caldwell，1888年4月26日—1967年8月17日），為美國職棒大聯盟的投手。他是洋基隊1910年代的王牌投手，擅長投口水球。大聯盟在1920年禁止口水球的使用後，仍有17名投手獲得大聯盟的特許可以繼續使用該球種，而卡德威爾就是其中一位。
1919年8月24日，考德威爾在面對運動家的比賽中投完8.2局後，突然被一道閃電擊中而一度昏迷。醒來後他拒絕離開球場，並成功拿下最後一個出局數，這場比賽也是大聯盟史上最經典的完投之一。而洋基隊的傳奇教頭米勒·哈金斯也曾讚譽考德威爾是他遇過最傑出的投手之一，並說他只要一上場就能給予球隊很大的安全感。

## 職業生涯
1910年初，他在小聯盟投出了18勝，並在這年9月登上大聯盟。1911年，他投出14勝14敗，防禦率3.35，打擊率為2成72。1912年，考德威爾因為手傷而只投出8勝16敗，防禦率4.47的成績。隔年考德威爾傷癒，投出9勝8敗，防禦率2.41。1914年，考德威爾更是投出他加入大聯盟後的第一個生涯年，他投出18勝9敗，防禦率只有1.94。不過這年洋基隊還是連5成勝率都不到。當時考德威爾與總教練Frank Chance發生不合，而Chance常常以總教練的身分找考德威爾麻煩，甚至還會對他進行惡意罰款。最後考德威爾只好去找老闆Frank Farrell求助，而Farrell害怕考德威爾加入Russ Ford和Hal Chase的腳步去聯邦聯盟打球，所以他取消了Chance對考德威爾的惡意罰款。最後Chance也向洋基隊遞上辭呈。
1915年，考德威爾投出19勝16敗，防禦率2.89。而他也在這個球季敲出4支全壘打，不過洋基隊還是未能突破5成勝率。
1916年，考德威爾的髕骨受傷，因此這年他只投出5勝12敗，防禦率2.99的成績。不過洋基隊卻在這年突破5成勝率。而考德威爾一直都有酗酒的問題，而新任總教練Bill Donovan一開始也對此事睜一隻眼閉一隻眼。直到後來才對考德威爾罰款並禁賽2週。
1916年球季後，考德威爾的行蹤成謎。球隊到1917年3月前都找不到他，這也導致Donovan和新任老闆Til Hudson的不滿。這年他投出13勝16敗，防禦率2.86。而他又再次因為酗酒遭到球隊強制禁賽，加上他又被妻子控告偷竊罪(他被控告偷了結婚戒指)，最後他與他的妻子離婚，而且連小孩的領養權都沒有。
1918年，考德威爾因為傷勢的關係造成他無法在整個球季健康出賽，不過他的打擊率仍然有2成91。他在洋基的最後一年投出了9勝8敗，防禦率3.06。8月中旬，為了躲避兵役徵召，考德威爾離隊去拍攝跟造船相關的電影。而造船公司一度也想招攬考德威爾留下工作，不過洋基隊不同意他擅自離隊的申請。最後他在1919年被交易至波士頓紅襪，換來Duffy Lewis和Ernie Shore。
1919年7月，儘管考德威爾投出7勝4敗，防禦率3.96的成績。紅襪隊仍以他表現不佳為由將他交易至印地安人。而他剩餘球季在印地安人投出5勝1敗，防禦率1.71的優異成績。而他也在這年面對前東家洋基隊投出無安打比賽。
1920年，考德威爾拿下20勝10敗，防禦率3.86。這是他生涯首度單季20勝，而印地安人也闖進了隊史首次的世界大賽。而考德威爾在第3場先發，他只投了0.1局被敲出2支安打失2分吞敗。儘管如此，印地安人還是順利拿下隊史首座冠軍。
1921年，考德威爾主要擔任牛棚投手，他拿下6勝6敗，防禦率4.90。之後他便在小聯盟打球，也沒有再回到大聯盟。
而考德威爾的打擊能力也很出色，生涯打擊率為2成48，並敲出8轟與114分打點。1915年，他曾達成單季20分打點。
1940年，考德威爾在紐約的Frewsburg經營一座農場。而他也在火車站工作過。
1967年8月17日，考德威爾於薩拉曼卡市去世。他被葬在倫道夫。2010年，他入選肖托夸運動名人堂。

## 延伸閱讀
- Spatz, Lyle (2000). Yankees Coming, Yankees Going: New York Yankee Player Transactions, 1903 Through 1999. Jefferson, North Carolina, McFarland, ISBN 0-7864-0787-5.

## 外部連結
- 球員資訊和成績在MLB，ESPN，Retrosheet ，Baseball Reference ，Baseball Reference (Minors) ，Fangraphs，The Baseball Cube （英文）